# Terina chrysoptera
Terina chrysoptera är en fjärilsart som beskrevs av George Francis Hampson 1909. Terina chrysoptera ingår i släktet Terina och familjen mätare. Inga underarter finns listade i Catalogue of Life.